# ジョン・ヤング・メイソン

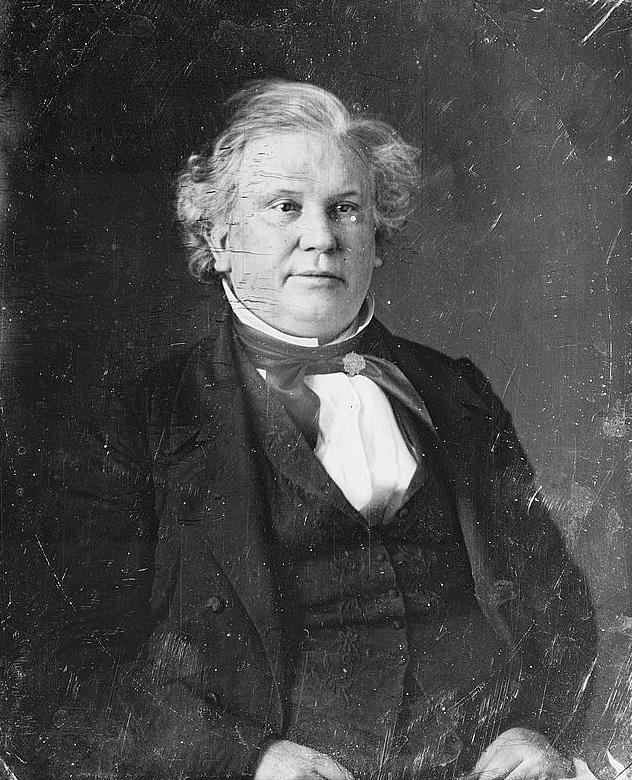
ジョン・ヤング・メイソン

ジョン・ヤング・メイソン（John Young Mason, 1799年4月18日 - 1859年10月3日）は、アメリカ合衆国の政治家、外交官。1844年から1845年まで第16代アメリカ合衆国海軍長官を、1845年から1846年まで第18代アメリカ合衆国司法長官を、1846年から1849年まで第18代アメリカ合衆国海軍長官を務めた。

## 生い立ち
1799年、メイソンはバージニア州グリーンズビル郡のヒックスフォード（現在のエンポリア）で生まれた。1816年にノースカロライナ大学チャペルヒル校を卒業し、コネチカット州で法律の勉強をした。そして1819年、バージニア州サンサンプトン郡で弁護士として認可を受け、ヒックスフォードで弁護士業を開業した。

## バージニア州での政治
メイソンは1823年から1827年までバージニア下院議員を務め、1829年から1830年まで同州憲法制定会議の代表を務めた。その後1831年にアメリカ合衆国下院議員に選出され、1837年まで同職を務めた。メイソンは1835年から1836年まで下院外交委員会の議長も務めた。また同時期、メイソンはアンドリュー・ジャクソン大統領の積極的な支持者として活動し、州の権利強化にも努めた。
1837年、メイソンはバージニア州高等裁判所の判事として指名を受け、1841年にはバージニア州東地区の連邦地方裁判所判事となった。

## ジョン・タイラー政権
1844年3月、ジョン・タイラー大統領から海軍長官として指名を受けた。海軍長官に就任したメイソンは、合衆国議会からアメリカ海軍の戦列艦廃止や、合衆国外に駐留する海軍の人員削減など、経済的な圧力を強烈に受けた。またメイソンは海軍長官として、海軍造船所における浮き乾ドックの構築、海軍の重火器システムの簡素化、技術研究の促進、技術者の地位の形式化などを実施した。

## ジェームズ・ポーク政権
1845年3月、ジェームズ・ポークが大統領に就任すると、ポーク大統領はメイソンを司法長官に指名した。そして1846年9月にメイソンを再び海軍長官として再任し、米墨戦争では海軍長官としての経験を十二分に発揮した。2期目の海軍長官となったメイソンは、メキシコ湾や太平洋沿岸における海軍の影響力強化のため、新たな蒸気艦船の建造を開始し、民間の郵船会社へ拠出される補助金を軍事目的に転用することを試みた。だが補助金の転用については官民提携の実験的要素が強く、実際に民間の協力が得られることはなかった。

## 晩年
1849年3月、ポーク大統領の任期満了に伴い海軍長官を退任したメイソンはバージニア州へ戻り、弁護士業を再開した。1851年から1853年まではバージニア州憲法制定会議で議長を務めた。1854年1月、メイソンは弁護士業を退き、フランスのパリに合衆国の特命全権公使として赴いた。そして1854年10月、メイソンは駐留先のパリにおいて死去した。メイソンの遺体はバージニア州リッチモンドのハリウッド墓地に埋葬された。
メイソンの死後、その功績が称えられ、アメリカ海軍において駆逐艦メイソンにその名が付けられた。